# Piquillín
Piquillín är en ort i Argentina.   Den ligger i provinsen Córdoba, i den centrala delen av landet, 600 km nordväst om huvudstaden Buenos Aires. Piquillín ligger 285 meter över havet och antalet invånare är 1 170.
Terrängen runt Piquillín är platt. Runt Piquillín är det mycket glesbefolkat, med 6 invånare per kvadratkilometer.. Närmaste större samhälle är Monte Cristo, 18,3 km väster om Piquillín.
Trakten runt Piquillín består till största delen av jordbruksmark.